# Offington
Offington – dzielnica miasta Worthing, w Anglii, w hrabstwie West Sussex, w dystrykcie Worthing. Leży 28 km na wschód od miasta Chichester i 77 km na południe od Londynu. W 2011 roku dzielnica liczyła 7719 mieszkańców.